# Krišjānis Barons
Krišjānis Barons (31. října 1835 Strutele – 8. března 1923 Riga), v Lotyšsku známý také jako Dainu tēvs (Otec lidových písní), byl lotyšský spisovatel, sběratel lidových písní a představitel hnutí Jaunlatvieši (Mladolotyši). Byl jedinou významnou osobností vyobrazenou na lotyšských bankovkách (100 latů).

## Dílo

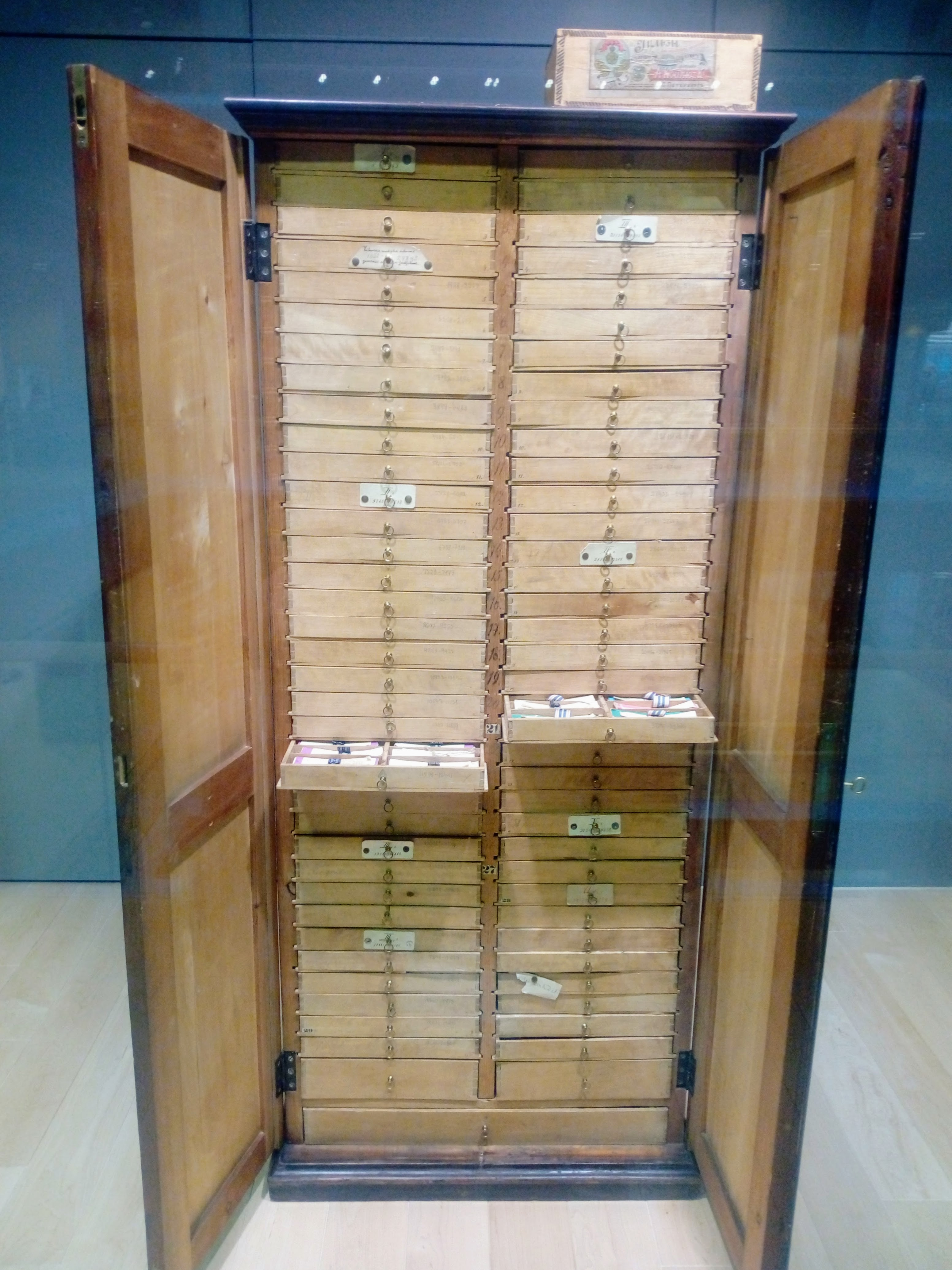
Skříni lidových písní

Barons je znám především jako autor šestisvazkového díla Latvju dainas, vydaného v letech 1894–1915, ve kterém nashromáždil 217 996 lotyšských lidových písní (lotyšsky dainas). Oproti všeobecnému přesvědčení však Barons nebyl otcem této myšlenky a nepřepisoval všechny sesbírané texty na malé kartičky, které jsou dnes uloženy ve slavné Skříni lidových písní (Dainu skapis), přestože na mnohých z nich lze opravdu najít Baronsův rukopis. Skříň byla v r. 2001 zapsána do seznamu světového kulturního dědictví UNESCO a od roku 2014 je umístěna v nové budově Lotyšské národní knihovny.
Jeho přínos však zůstává i nadále enormní. Vypracoval systém třídění dain: vzhledem k tomu, že mnohé lotyšské písně existovaly ve více variantách, vybral u každé písně jednu hlavní, ostatní verze pak uvedl v jejich blízkosti pouze ve zkrácené formě zdůrazňující rozdíly. Některé texty také upravil ve snaze získat možné původní, starší znění.
Už v době, kdy Barons pracoval na vydání Latvju dainas, se tradice lidové písně vytratila z každodenního života Lotyšů. V úvodu ke svému dílu píše, že se „prameny paměti národa, jak se zdá, znovu naplnily a po dlouhém období sucha začaly téci". Zdůrazňuje také, že „staré ženy, nejčistší prameny lidových písní, se den za dnem stávají stále vzácnějšími". Barons také poukazuje na Lotyše samotné, kteří s přijetím křesťanství od tradice zpívání lidových písní upustili.